# Abstención

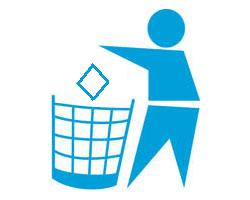
En la imagen, se representa un votante que lanza su voto a la basura, lo que puede ser interpretado como una llamada a la abstención.

Abstención, en ciencia política, es el acto por el cual un votante decide no emitir criterio. En elecciones generales, los votantes que no van a las urnas a votar se consideran abstenciones o votos faltantes, y son distintos del voto nulo o del voto en blanco, que sí se depositan en las urnas. En un procedimiento parlamentario, el representante está presente en la votación, emite el voto, pero no emite criterio, ni a favor ni en contra del asunto consultado. En ambos casos, el sujeto se atiene al resultado del voto de los electores que sí votaron.
Aunque la abstención no suele considerarse una de las opciones ante la toma colectiva de una decisión, una alta abstención se considera generalmente como beligerante o indiferente entre el cuerpo de votantes. Si la abstención se generaliza se pierde el bien público de la democracia.  Ello es así porque los órganos representativos se instalan legalmente con independencia de la participación ciudadana en las elecciones. Esa es una de las razones por las que en ocasiones la ley establece el sufragio obligatorio. En ocasiones, el carácter político de la abstención se ve reforzado si es necesario un determinado cuórum (porcentaje de votantes efectivos sobre el total del cuerpo electoral) para dar validez al resultado.

## Tipología

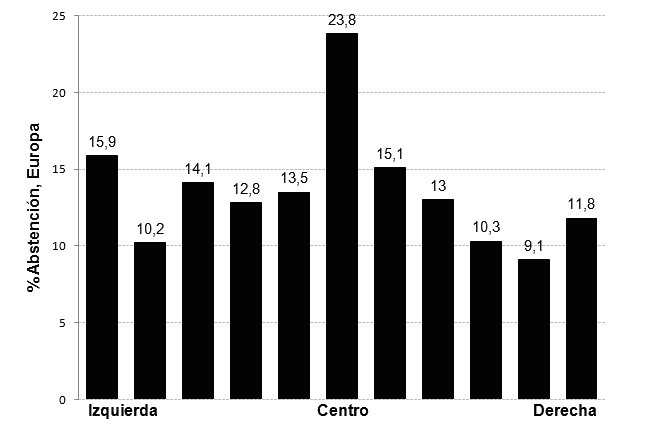
Abstención por ideología (parte del espectro político), para Europa en 2008. Puede observarse que el centro político es el sector más abstencionista. La abstención disminuye hacia los extremos y vuelve a aumentar en la extrema izquierda y la extrema derecha dentro de las cuales existen personas que no consideran legítimo al sistema político.

Los primeros estudios sobre la abstención como práctica política establecían distinciones de votantes por la razón que ellos mismos daban para no acudir a votar. Más tarde, los diferentes autores han ido distinguiendo principalmente dos tipos de abstención, una voluntaria y otra involuntaria, y dentro del primer tipo, una subdivisión que incluyera una abstención con significación política, que se denominaría activa. La tipología más generalmente aceptada parte de esa subdivisión para distinguir dos tipos de abstención:
- Abstención pasiva o sociológica: provocada por la propia falta de interés en la política en general o en la elección concreta que se dirime, o derivada del aislamiento geográfico o social del votante.
- Abstención activa o ideológica: considerada como un acto político de rechazo a la legitimidad del sistema político. En este último caso en ocasiones se considera como abstencionistas también a los votantes que emiten voto en blanco o nulo.[7] Este último caso especialmente cuando desde una formación política o un sector social se propugna la no participación en una consulta popular como una postura política de protesta,[8] incluso solicitando realizar para ello voto nulo.[9][10]

## Abstención activa
La abstención activa o abstención política, como se ha dicho, es uno de los posibles posicionamientos o posturas políticas ante una consulta popular. Consiste en la renuncia a ejercer el derecho al voto en vez de optar por las opciones que suponen la participación en la consulta con un objetivo definido: el voto afirmativo o negativo (en el caso de un referéndum); o el voto por una u otra de las candidaturas (en el caso de unas elecciones). A veces también se preconizan otras posibilidades de utilización del voto que no deben incluirse en esta abstención activa: el voto en blanco o el voto nulo (este último no se contabiliza como voto válido pero implica, como el blanco, acudir al acto de la votación, y votar, jamás puede ser igual a abstenerse).
La abstención activa se entiende como una postura de protesta, y como una acción política, ya sea frente a una elección en particular, el sistema político en general o una situación de falta de garantías democráticas. La abstención tiene mayor significación política en los sistemas en que el voto es obligatorio.

## Abstencionismo/Abstentionism
En inglés se llama abstencionismo (abstentionism) a la práctica política de presentarse a una elección para una asamblea deliberativa, pero negarse a ocupar los escaños obtenidos o a participar en las actividades de dicha asamblea. El abstencionismo se diferencia del boicot electoral en que los abstencionistas sí participan en las elecciones propiamente dichas. El abstencionismo ha sido utilizado por movimientos políticos republicanos irlandeses en el Reino Unido e Irlanda desde principios del siglo XIX. También fue utilizado por nacionalistas húngaros y checos en el Consejo Imperial Austriaco en la década de 1860. En España el partido Escaños en Blanco se presenta a las elecciones para dejar escaños vacíos como forma de rechazo.

## Abstención técnica

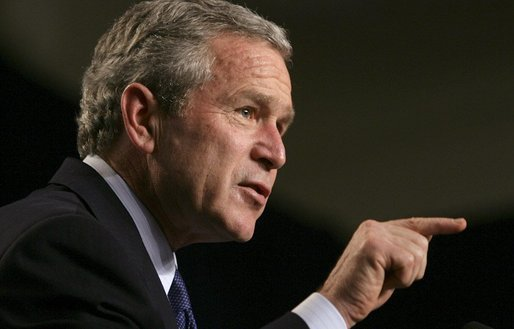
Las elecciones que dieron la presidencia de Estados Unidos a George W. Bush (en la imagen), consideradas de "alta participación", no superaron el 50% del censo. En los Estados Unidos las cifras de abstención han crecido gradualmente en las últimas décadas.

La abstención total incluye denominada abstención técnica, o forzosa (que estaría incluida dentro de la abstención pasiva), en la que el elector no ejerce su derecho por razones más allá de su voluntad, que incluirían los defectos en el censo electoral, la enfermedad o incapacidad del votante, el aislamiento del centro electoral en el que debería depositar su voto, o en el caso de encontrarse de viaje y no ejercer su voto por correo. Algunos de esos factores tienden a reducir su importancia, en particular debido a la extensión de infraestructuras y la progresiva informatización de los procesos electorales, así como a programas específicos de ayuda a votantes con dificultad para ejercer su derecho al voto. En todo caso, la abstención técnica se ve aumentada en aquellos sistemas o votaciones en que el registro previo de cada votante para figurar en el censo de la elección es voluntario.
Algunos autores llegan a cifrar la abstención técnica en el entorno del 10% del censo. En todo caso, más allá de estimaciones, no es posible distinguir quiénes no han acudido a votar por una razón política, por una razón técnica o por desentendimiento, desencanto o temor en los casos de violencia.